# McLaren M2B
La McLaren M2B fu la prima vettura del Team McLaren a prendere parte ad una stagione di Formula 1. Il suo debutto avvenne nella stagione 1966, in cui ottenne tre punti. Concepita nel 1965 da Robin Herd, consisteva nello sviluppo del precedente prototipo: la M2A. La monoposto, spinta dai motori Ford e Serenissima, era costituita da un telaio in mallite, materiale innovativo nel mondo delle corse, ma che causò parecchi problemi alla vettura nel corso del campionato.